# The Last Man (pel·lícula)
The Last Man (literalment L'últim home) és un thriller del Canadà i de l'Argentina del 2018 dirigit per Rodrigo Vila. La pel·lícula és protagonitzada per Hayden Christensen i Harvey Keitel.